# Ізборники Святослава

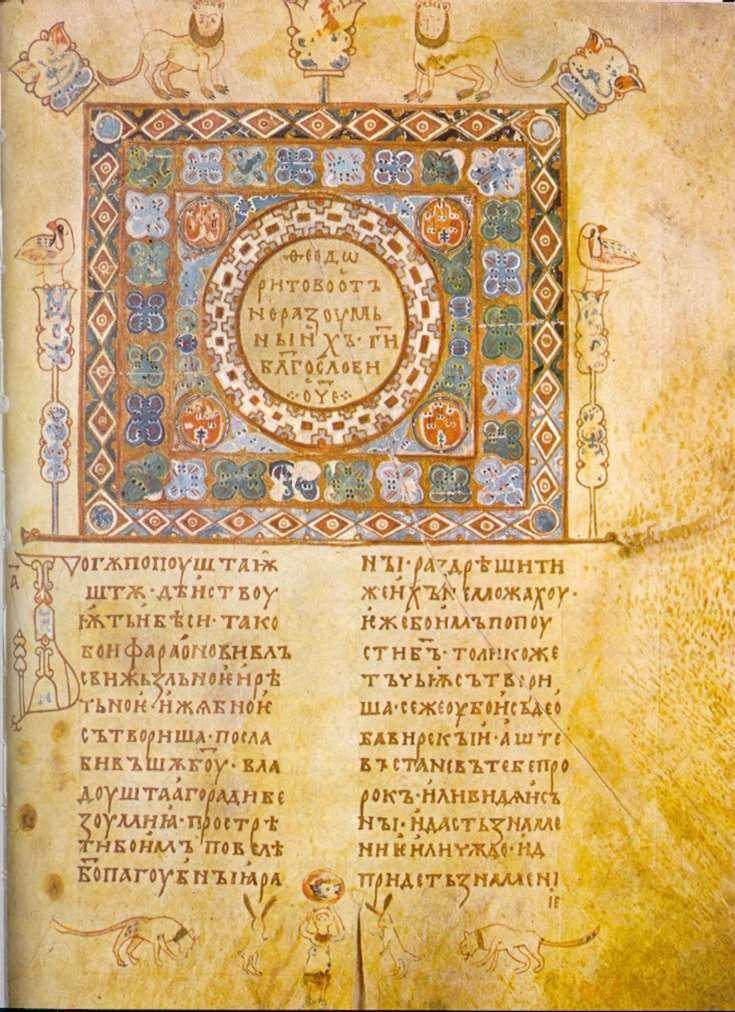
Сторінка з «Ізборника Святослава» 1073 року

Ізбо́рники 1073 та 1076 років — пам'ятки давньоруського перекладного письменства, створені для чернігівського князя Святослава Ярославича, відомі також як Ізборники Святослава. Одні з найдавніших писемних пам'яток давньослов'янської й давньоруської мови на теренах України. В Ізборниках зафіксовані типові риси української мови, а післямови дяка Івана до Ізборників є пам'ятками української мови.
Обидва Ізборники містять статті релігійно-морального характеру, матеріали з граматики, поетики, риторики а також медицини; стверджується користь знань і читання книжок.

## Ізборник 1073 року

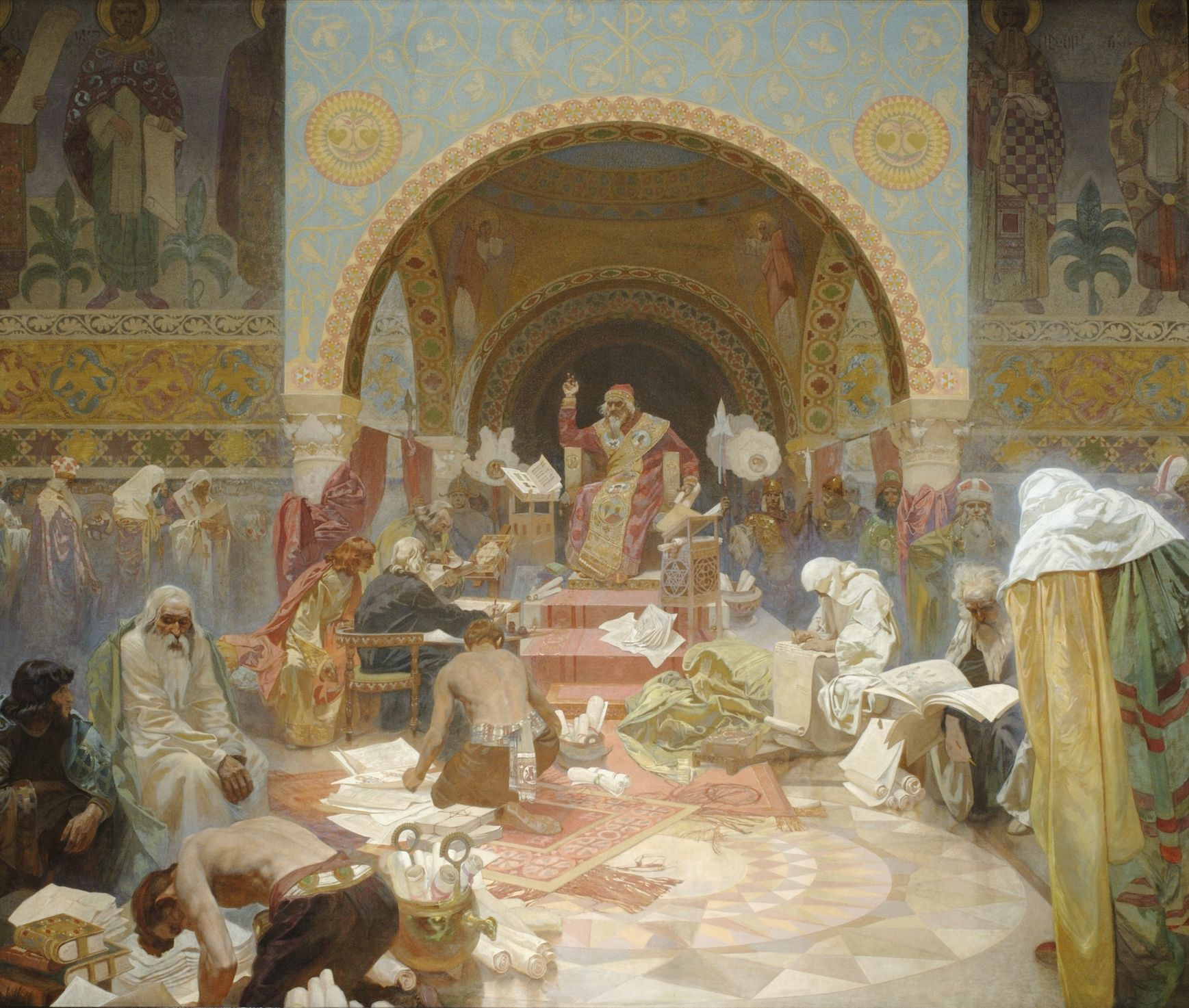
«Болгарский царь Симеон: засновник слов'янської письменности» А. Муха, 1923

В збірнику містяться статті різного змісту — релігійного, побутового, повчального, літературного тощо.
Списаний він, імовірно, в Києві, для князя Святослава з відповідного староболгарського збірника (Збірник царя Симеона, Симеонів збірник), що становив переклад з грецького оригіналу для болгарського царя Симеона І Великого (див. «Pax Simeonica»), який у середині свого правління замінив свій титул «князь» на «цар» (імператор, басилевс) . У переписуванні збірника брало участь два писарі, у кінці його запис зробив диякон Іван.
Книга великого формату, написана на пергаменті гарним уставним письмом. Текст оздоблено кольоровими заставками — фронтиспісами і малюнками на берегах. Зустрічаються знаки зодіаку: стрілець, діва, рак, козеріг тощо.
Мова збірника відбиває чимало живих давньоруських рис. Тексти містять настанови християнського життя, звернені як до світських осіб, так і до духовенства. Більшість повчань подано в афористичній формі, деякі з них ритмізовані.
Зберігається пам'ятка в Державному історичному музеї в Москві. Видавалася в 1880 році.
Попри те, що Ізборник переписано з болгарського оригіналу, кількість церковнослов'янізмів та старослов'янізмів у мові документа незначна. Це одна з тих пам'яток, що демонструє велику кількість типових давньоукраїнських (давньоруських) рис, як от повноголосся, закінчення -ть у третій особі дієслів, часта плутанина звуків «ѣ» з «и», з одного боку (що свідчить про звучання «ѣ» як «і»), та «и» з «ы», з другого боку; це засвідчує, що в добу написання Ізборника відбувалося (або відбулося) злиття давніх «и» з «ы» в один звук — середній український «и».
Багато тут слів, які є ознакою типово українського лексикону, наприклад: напослѣдъкъ, нашьскы, обрыдаıжть, подоба, прикладъ, принада, принадивь та подібні. Про засвоєння тодішньою українською мовою грецьких та латинських власних імен промовляють такі написання, як Иллıа, Никола, Петро, Пауло.

## Ізборник 1076 року

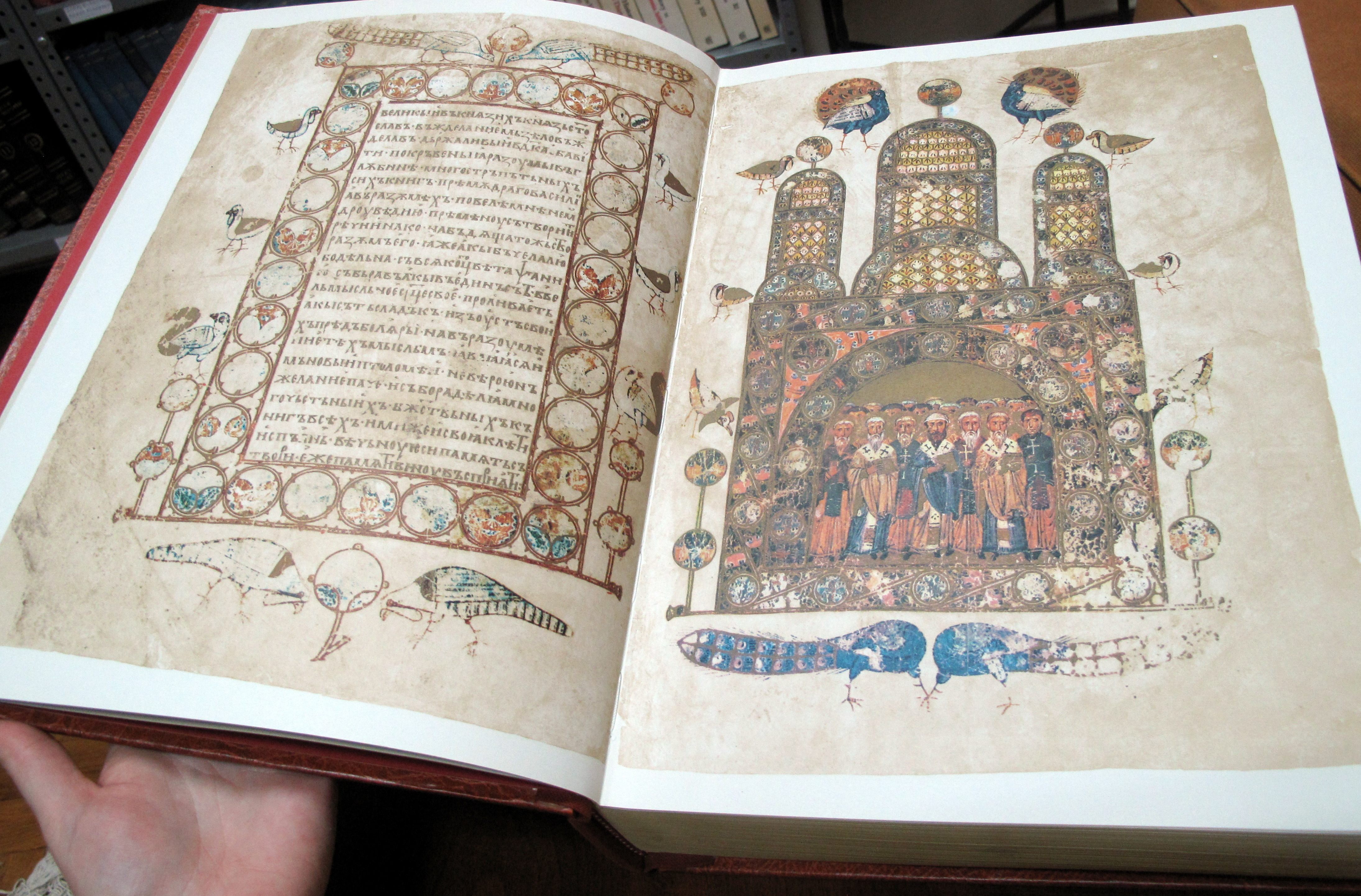
Факсимільне видання Ізборніка 1073 року, видане у 1983 році в Москві

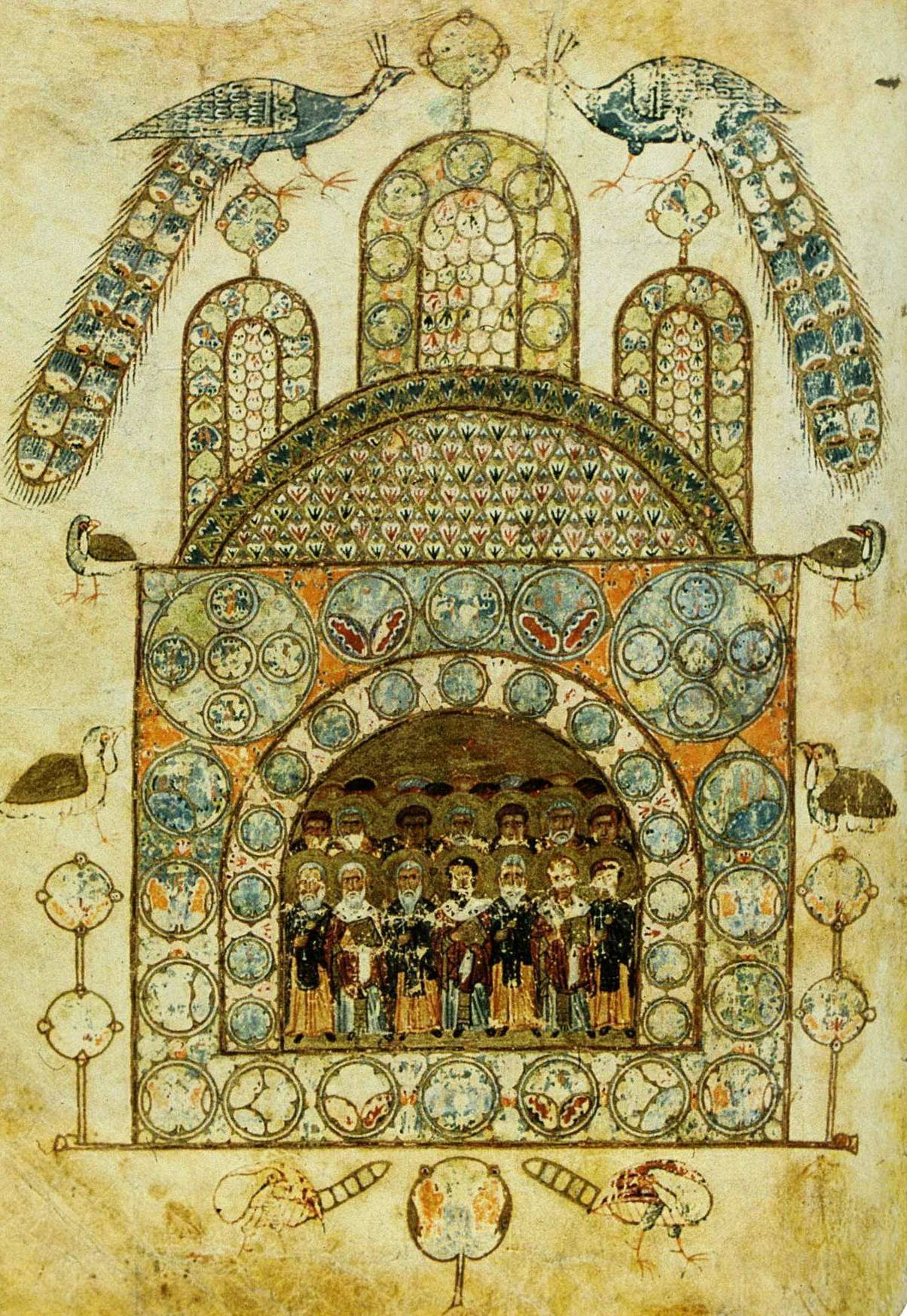
Мініатюра з «Ізборника Святослава» 1073 року

Ізборник 1076 року — невеликого формату, містить уривки з різних творів грецьких авторів. Значне місце в ньому займають Афанасієві відповіді, Стословець патріарха Геннадія, Премудрість Ісусова сина Сірахова та ін. Частину творів, що увійшли до Ізборника, перекладено безпосередньо з грецької мови, однак деякі уривки було взято з попередніх київських перекладів, зокрема із Ізборника 1073 року.
Переписав книгу «грішний Іоанн», про що свідчить його приписка (він також вказав рік написання). Однак він був не просто писарем, а редактором-упорядником, що прагнув полегшити читачам розуміння філософських понять. Беручи до уваги його роботу над спрощенням стилістики та підбір текстів, Ізборник 1076 року вважають пам'яткою східнослов'янської редакції. Лексика збірки насичена східнослов'янізмами.
У збірнику 1076 р. ще більше східнослов'янських, зокрема українських мовних рис.